# Haselbach (Ehekirchen)
Haselbach ist ein Ortsteil von Ehekirchen und eine Gemarkung im oberbayerischen Landkreis Neuburg-Schrobenhausen.

## Geographie
Das Pfarrdorf Haselbach liegt westlich von Ehekirchen auf den flachen tertiären Höhen der Aindlinger Terrassentreppe. Naturräumlich gehört es zur Donau-Iller-Lech-Platte, die wiederum Teil des Alpenvorlandes ist, eine der Naturräumlichen Haupteinheiten Deutschlands.
Auf der Gemarkung Haselbach liegt außer dem gleichnamigen Pfarrdorf auch noch die Einöde Mochenbach.
Der Ort Haselbach liegt an der Kreisstraße ND 8, die von Walda, wo sie in die Staatsstraße 2035 von Neuburg an der Donau nach Augsburg einmündet, kommend, durch den Ort und weiter in nordwestlicher Richtung bis zur Landkreisgrenze führt und sich im Landkreis Donau-Ries als Kreisstraße DON 31 über Etting nach Gempfing fortsetzt; dort mündet sie in die Staatsstraße 2027 nach Rain. Nördlich von Haselbach zweigt aus der Kreisstraße ND 8 zunächst die Kreisstraße ND 12 ab, die beim Hauptort Ehekirchen in die Staatsstraße 2027 einmündet, und in der Fortsetzung geht in östlicher Richtung der kurze Gemeindeweg zur Einöde Mochenbach ab.
Die Nachbarorte Haselbachs sind im Westen und Nordwesten hinter dem gemeindefreien Staatsforst Esterholz die Rainer Ortsteile Wallerdorf, Agathenzell und Etting, im Norden abermals hinter Waldgebieten die Burgheimer Ortsteile Wengen und Hirst, im Nordosten Holzkirchen und Buch, im Westen Ehekirchen und Schönesberg und im Süden Weidorf.

## Geschichte
Der Name Haselbach lässt sich auf einen durch den Ort fließenden Bach mit Haselnussbestand (den heutigen Kohlgraben) zurückführen. Der Ortsname erscheint nur leicht abgewandelt: Hasalbach (1002), Haselbach (1214), Haselpach (1230), Haselnach (1270), Haselach (1289), Haslpach (1498), Haßlpach (1663), Haslbach (1671), dann Haselbach. Im örtlichen westmittelbairischen Dialekt heißt der Ort Hoslbooch.
Der älteste Grundherr in Haselbach war das Kloster Monheim, das den Ort dann an die Freiherren von Gumppenberg aus Pöttmes übergab. Später hatten dann die Pappenheimer Besitz in Haselbach. Später waren die Grundherren die Gumppenberger, die Wittelsbacher und die Sandizeller.
Die katholische Pfarrei Sankt Michael gehört zur Pfarreiengemeinschaft Ehekirchen. Das Kirchengebäude besitzt einen Turm von 1500 und ein Kirchenschiff aus der 2. Hälfte des 18. Jahrhunderts. In der Kirche befindet sich außerdem ein wertvolles Epitaph. Zur Pfarrei Haselbach gehört außerdem noch die Filialkirche Sankt Stephan im benachbarten Weidorf und die Einöde Agathenzell (Ortsteil von Rain) mit ihrer Kapelle St. Agatha.
Nach dem Ersten Weltkrieg absolvierte der spätere Schriftsteller Arthur Maximilian Miller ein Lehrerpraktikum in der Volksschule Haselbach. Das Buch Das Jahr der Reife bezieht sich auf die damaligen Lebensumstände in Haselbach (im Roman Abenberg genannt) und als Junglehrer.
Bis zum 1. Juli 1972 gehörte die selbstständige Gemeinde Haselbach zum Landkreis Neuburg an der Donau und fiel dann mit der Gebietsreform in Bayern an den vergrößerten Landkreis Neuburg an der Donau, der am 1. Mai 1973 den neuen Namen Landkreis Neuburg-Schrobenhausen erhielt. Am 1. Januar 1976 wurde der Ort in die Gemeinde Ehekirchen eingegliedert.

## Sehenswürdigkeiten
- Pfarrkirche Sankt Michael